# Мечеть Хибатулла ат-Тарази
Мече́ть «Хибатулла́ ат-Тара́зи» (каз. Һибатулла ат-Тарази мешіті) — главная мечеть в Таразе, расположенная в центральной части города по адресу пр. Толе би 89б.

## История
Первый камень в основание мечети был заложен в 2003 году Первым Президентом Республики Казахстан — Нурсултаном Назарбаевым.
В 2008 году строительство мечети было завершено. В 2010 году — были приведены ремонтные работы. В 2012 году — рядом с центральной мечетью, открылось здание медресе.
В 2011 году мечеть была признана одной из главных достопримечательностей Жамбылской области.

## Описание

### Мечеть
Высота стены мечети составляет 16,7 метра, высота нижнего этажа — 4,2 метра. Башня Экибас имеет высоту 47 метров.
Мечеть имеет семь куполов. Высота главного большого центрального купола составляет 32,5 метра.

### Медресе
Учебный корпус состоит из 2 этажей, строительная площадь — 1 220,00 м², общая площадь — 2 277,40 м². На первом этаже расположены кабинеты администрации, медицинский  пункт, столовая, кухня, санитарный узел, душевые кабины, на втором этаже — учебные аудитории, библиотека, кабинет преподавателей компьютерный класс, спальные комнаты.
Всего — 7 преподавателей. Из них — 4 магистра (магистр религиоведения), остальные — бакалавры.